# Les cigognes s'envolent à l'aube
Pour plus de détails, voir Fiche technique et Distribution.
Les cigognes s'envolent à l'aube (Alba Regia) est un film hongrois réalisé par Mihály Szemes, sorti en 1961.

## Synopsis
Pendant la seconde Guerre Mondiale, le medecin-chef d'un hopital hongrois tombe amoureux d'une jeune résistante recherchée à la fois par les allemands et les russes.

## Fiche technique
- Titre original : Alba Regia
- Titre : Les cigognes s'envolent à l'aube
- Réalisation : Mihály Szemes
- Scénario : Béla Lévay, György Palásthy, Tamás Sipos
- Musique : Sándor Szokolay
- Photographie : Barnabás Hegyi
- Montage : Sándor Boronkay
- Pays d'origine : Hongrie
- Format : noir et blanc - Mono- 35 mm
- Durée : 90 minutes
- Dates de sortie : 
  -  Hongrie : 30 mars 1961
  -  France : 26 juin 1963

## Distribution
- Tatjana Szamojlova : 	Alba
- Miklós Gábor : Dr. Hajnal
- Hédi Váradi : Nõvér
- Imre Ráday : Konrád
- Ferenc Bessenyei : le major soviétique
- Imre Sinkovits : l'Officier de la Gestapo
- József Kautzky : Helmuth

## Récompenses
- Prix d'argent au Festival international du film de Moscou 1961[1]